# Yusuke Gondo
Yusuke Gondo (権東 勇介 Gondo Yusuke?), född 7 oktober 1982 i Tokyo prefektur, är en japansk före detta fotbollsspelare.
Gondo började sin karriär 2004 i Consadole Sapporo. Efter Consadole Sapporo spelade han för Mito HollyHock och Zweigen Kanazawa. Han avslutade karriären 2008.